# Waddesdon Manor
Waddesdon Manor è una casa di campagna nel villaggio di Waddesdon nel Buckinghamshire in Inghilterra. È localizzata nella Aylesbury Vale, a 6,6 miglia (10,6 km) a ovest di Aylesbury. 

## Storia
La casa è stata costruita nello stile neo rinascimentale di uno château francese tra il 1874 e il 1889 per il barone Ferdinand de Rothschild (1839–1898) come residenza per il fine settimana per l'intrattenimento.
L'ultimo membro della famiglia Rothschild a possedere Waddesdon fu James de Rothschild (1878-1957). Lasciò la casa e il suo contenuto al National Trust. Attualmente è gestita da un fondo di beneficenza Rothschild che è supervisionato da Jacob Rothschild, IV barone Rothschild. È uno delle proprietà del National Trust più visitate, con circa 335 000 visitatori l'anno.